# Peter Benison
Peter Benison (* 28. April 1950 in Montreal, Québec, Kanada) ist ein kanadischer Kameramann.

## Leben
Während seiner Studienzeit an der McGill University lernte Benison den Kameramann und Spezialeffektekünstler Wally Gentleman kennen und entschied sich dafür, selbst Kameramann zu werden. Benison debütierte 1981 als hauptverantwortlicher Kameramann für die kanadische Komödie Ups & Downs von Paul Almond. Seitdem arbeitete er sowohl für den kanadischen als auch für den US-amerikanischen Film und drehte hauptsächlich Fernsehfilme, darunter Taken Away – Eisiges Gefängnis, Tod in einer Sommernacht und Kevin – Allein gegen alle.

## Filmografie (Auswahl)
- 1981: Ups & Downs
- 1987: Rhythmus der Herzen (Shades of Love: The Ballerina and the Blues)
- 1993: Die Frau am Abgrund (Woman on the Ledge)
- 1994: Experiment des Grauens (The Lifeforce Experiment)
- 1994: Sam und Dave – Zwei Ballermänner auf Tauchstation (Last Resort)
- 1995: Die falsche Mörderin (The Wrong Woman)
- 1996: Immer näher kommt der Tod (Closer and Closer)
- 1996: Schutzlos ausgeliefert (No One Could Protect Her)
- 1996: The Palmer Files: Herren der Apokalypse (Midnight in Saint Petersburg)
- 1996: Taken Away – Eisiges Gefängnis (Gone in a Heartbeat)
- 1996: Twisters – Die Nacht der Wirbelstürme (Night of the Twisters)
- 1996: Verschwörung der Angst (The Conspiracy of Fear)
- 1997: Ich bin schuld an deinem Tod (The Accident: A Moment of Truth Movie)
- 1998: Die unschuldige Mörderin (I Know What You Did)
- 1998: Opfer ihrer Träume (Race Against Fear)
- 1998: Sucht nach Liebe (Someone to Love Me)
- 1998: Tod in einer Sommernacht (One Hot Summer Night)
- 1998: Tödlicher Irrtum (Double Take)
- 1998: Verschollen in der Karibik (Thunder Point)
- 1999: Das einsame Genie (Genius)
- 2000: Die Bowling Gang (Alley Cats Strike)
- 2002: Kevin – Allein gegen alle (Home Alone 4)
- 2002: Mörderische Schwestern (Blind Obsession)
- 2005: Heirat mit Hindernissen (Confessions of an American Bride)
- 2006: Memory – Wenn Gedanken töten (Memory)
- 2007: Die Spur des Tigers (Maneater)
- 2009: Zwölf Männer für ein Jahr (12 Men of Christmas)
- 2010: Eine Vorweihnachtsgeschichte (The Night Before the Night Before Christmas)
- 2012: Allein zu Haus: Der Weihnachts-Coup (Home Alone: The Holiday Heist, Fernsehfilm)
- 2017: Die Weihnachtskarte (Christmas Inheritance)
- 2018: The Holiday Calendar